# Хирн, Майкл
Майкл Эверетт Хирн (англ. Michael Everett Hearn; род. 1959 года в Брисбене, штат Квинсленд) — австралийский конькобежец, специализирующийся в хоккее конькобежном спорте и шорт-треке. 4-хкратный серебряный призёр чемпионата мира в шорт треке в эстафете. бронзовый призёр в абсолютном зачёте в Медоне 1981 года.

## Спортивная карьера
Майкл Хирн с юниорского возраста играл в хоккей, в команде "Брисбен Блэкхокс". В 1974 году, когда ему не было ещё 16 лет, стал капитаном этой команды, выиграв в штате первый приз Tange Trophy  в дебютном своём турнире в ледовом дворце Four Seasons Ice Palace в Брисбене. 
В 1976 году он настолько успешно выступал на национальном чемпионате в конькобежном спорте в Сиднее, что восхитил австралийских чиновников. Хирн побил национальные рекорды Джеймс Линча на дистанциях 1000 метров со временем 1.43.8, и Колина Коутса на 1500 метров со временем 2.47.2с, как на юниорском, так и на взрослом уровне. Австралийский любительский совет выбрал Хирна представлять Австралию в следующем году на чемпионате мира по конькобежному спорту среди юниоров во французском Туре. В сезоне 1976/77 года участвовал на соревнованиях в Северной Америке и Европе. На чемпионате Северной Америки он занял 4-е место на 1500 метров.
В 1978 году Майкл выступал за национальную сборную по шорт-треку и в эстафете выиграл с командой 2 место на чемпионате мира в Солихалле, и на следующих двух чемпионатах в Квебеке и Милане были в эстафетах серебряные медали. Через 3 года на мировом первенстве в Токио была выиграна последняя серебряная медаль в эстафете. 
В 80-х годах Хирн наладил изготовление ботинок HGS из Брисбена для коньков, они были очень популярны, как и ботинки поставляемые из Inze Bont в Сиднее и Altamura в Мельбурне. В 90-х годах Хирн усовершенствовал формованный ботинок для шорт-трека, а позже катался на коньках с нынешним тренером сборной Ричардом Низельски. В 2018 году национальная ассоциация признала вклад Хирна в национальную сборную в рамках празднования 40-летия первого чемпионата мира.